# 图里·金
图里·金（1969年—）是一位加拿大裔英国遗传学家，萊斯特大學教授，知名于在理查三世的挖掘和重新安葬中的遗传学工作。